# Ромул (син на Антемий)
Ромул (Romulus; floruit 469 – 479) e член на Тракийската династия и на Теодосиевата династия на Римската империя.
Ромул е син на западно-римския император Антемий и Елия Марция Евфемия, дъщеря на източноримския император Маркиан и Елия Пулхерия.
Той е брат на Алипия, Антемиол, Прокопий и Маркиан.
През 479 г. Ромул и братята му Прокопий и Маркиан се бунтуват в Константинопол против новия източноримски император Зенон. Те разбиват войските на Зенон и го обсаждат в двореца му. Генерал Ил подкупва войските им и разбива бунта и плененява братятата. Изпратени са в Цезарея в Кападокия, откъдето избягват, но Маркиан е заловен и изпратен в Тарс в Киликия.
Ромул и Прокопий успяват обаче да избягат в Рим.